# Ramesh Hospitals
Ramesh Hospitals est un groupe de 3 hôpitaux de références tertiaires (en) dans l’État d’Andhra Pradesh, au sud de l’Inde.

## Source
- (en) Cet article est partiellement ou en totalité issu de l’article de Wikipédia en anglais intitulé « Ramesh Hospitals » (voir la liste des auteurs).